# سامي خليفي
سامي خليفي (مواليد 1974) هو ملاكم تونسي، مثّل بلاده في الألعاب الأولمبية الصيفية 2000.

## روابط خارجية
سامي خليفي على موقع أوليمبيديا (الإنجليزية)